# Saison 4 de Grimm
Chronologie
Saison 3 Saison 5
Cet article présente les vingt-deux épisodes, de la quatrième saison de la série télévisée américaine Grimm.

## Synopsis
À l’aube du mariage de Monroe et Rosalee, l’atmosphère est plus chaotique que jamais. Nick, qui a perdu ses pouvoirs, est amené à puiser dans ses ressources pour choisir quel type de personne il souhaite devenir. Avec le capitaine Renard gravement blessé, et Juliette qui cherche à se venger de la récente trahison de Nick, le monde de Grimm se trouve plus bouleversé que jamais. Dans le même temps, des Wesen toujours plus dangereux se frayent un chemin jusqu’au Nord-Ouest. Il va falloir l’énergie et le secours de tous les Grimm pour empêcher la chute de Portland.

## Distribution

### Acteurs principaux
- David Giuntoli (VF : Pascal Nowak) : Nick Burkhardt
- Russell Hornsby (VF : Gilles Morvan) : Hank Griffin
- Elizabeth Tulloch (VF : Pamela Ravassard) : Juliette Silverton / Eve
- Silas Weir Mitchell (VF : Constantin Pappas) : Eddy Monroe
- Sasha Roiz (VF : Loïc Houdré) : Sean Renard
- Reggie Lee (VF : Didier Cherbuy) : sergent Wu
- Bree Turner (VF : Céline Mauge) : Rosalee Calvert
- Claire Coffee (VF : Sybille Tureau) : Adalind Schade

### Acteurs récurrents
- Robert Blanche (en) (VF : Michel Vigné) : le sergent Franco (récurrence à travers les saisons)
- Danny Bruno (en) (VF : Sylvain Clément) : Bud (récurrence à travers les saisons)
- Alexis Denisof (VF : Yann Guillemot) : Viktor Albert Wilhelm George Beckendorf
- Jacqueline Toboni (VF : Victoria Grosbois) : Theresa Rubel / « Rebelle »
- Louise Lombard (VF : Marjorie Frantz) : Elizabeth Lascelles[3]
- Nico Evers-Swindell (en) (VF : Yann Peira) : le prince Kenneth[4]
- Garcelle Beauvais (VF : Dominique Vallée) : Henrietta
- David Ury (VF : Bruno Magne) : Hofmann (4 épisodes)
- Don MacEllis (VF : Jean-Charles Di Zazzo) : Shaw (4 épisodes)

### Invités
- Elizabeth Rodriguez (VF : Emmanuelle Rivière) : agent spécial Chavez (épisodes 1, 2 et 3)
- Brian Letscher (VF : Bertrand Liebert) : Timothy Perkal (épisodes 1 et 2)
- Philip Anthony-Rodriguez : (épisodes 1 et 2)
- Brigid Brannagh : Sarah Fisher (épisode 4)
- Lucas Near-Verbrugghe (VF : Damien Ferrette) : Josh Porter (épisodes 5, 6 et 7)
- Toni Trucks : l'adjoint du shérif Janelle Farris[5] (épisode 6)
- Erick Avari : JP, business owner[6] (épisode 6)
- Bernhard Forcher (VF : Werner Kolk) : Hans Tavitian (épisode 8)
- Will Rothhaar (en) (VF : Vincent de Bouard) : officier Jesse Acker[7] (épisodes 8, 9 et 10)
- Brandon Quinn (VF : Damien Boisseau) : Charlie Riken (épisodes 8, 9 et 10)
- Nick Krause (VF : Jean-Philippe Pertuit) : Jonah Riken (épisodes 9 et 10)
- Rebecca Wisocky : Lily (épisode 11)
- Arnold Vosloo : Jonathon Wilde (épisode 12)
- Gideon Emery (VF : Sylvain Agaësse) : Damien Barso (épisode 13)
- Romy Rosemont : Beverly Bennett (épisode 14)
- Leah Renee (VF : Nathalie Bienaimé) : Bella Turner (épisode 16)
- Damien Puckler (VF : Jochen Haegele) : Martin Meisner (épisode 22)

## Production

### Développement
Le 19 mars 2014, la série a été renouvelée pour cette quatrième saison de vingt-deux épisodes,.

### Casting
En juillet 2014, Jacqueline Toboni est confirmée pour reprendre son rôle (Theresa Rubel / « Rebelle ») et Elizabeth Rodriguez a obtenu un rôle récurrent lors de la saison.
Entre août et octobre 2014, Louise Lombard, Toni Trucks, Erick Avari et Will Rothhaar ont obtenu un rôle d'invité le temps d'un épisode lors de la saison.

### Tournage
Le tournage de la saison a débuté le 16 juillet 2014 à Portland, en Oregon.

## Liste des épisodes

### Épisode 1:Le Voleur de souvenirs
- États-Unis /  Canada : 24 octobre 2014 sur NBC[15] / CTV
- France :
- 21 avril 2015 sur Syfy (France)[16],[17]
- 25 septembre 2015 sur NT1

- États-Unis : 5,28 millions de téléspectateurs[18] (première diffusion)
- Canada : 1,3 million de téléspectateurs[19] (première diffusion + différé 7 jours)
- France : 300 000 téléspectateurs[20](deuxième diffusion)

Après les événements qui se sont produits pendant le mariage de Monroe et Rosalee, Nick est confronté à la perte de tous ses pouvoirs de Grimm. Hank et Juliette le rejoignent pour essayer de comprendre comment faire face aux horribles meurtres que Rebelle a commis.

### Épisode 2:Pas de preuve, pas de pieuvre
- États-Unis /  Canada : 31 octobre 2014 sur NBC / CTV
- France :
- 21 avril 2015 sur Syfy France[17]
- 25 septembre 2015 sur NT1

- États-Unis : 4,54 millions de téléspectateurs[21] (première diffusion)
- France : 300 000 téléspectateurs[22](deuxième diffusion)

- Elizabeth Rodriguez
- Brian Letscher
- Philip Anthony-Rodriguez

- Un homme ne possède rien d'autre que sa mémoire, C'est là et nulle part ailleurs que réside sa richesse ou sa pauvreté.

### Épisode 3:Le Gentil Méchant
- États-Unis /  Canada : 7 novembre 2014 sur NBC / CTV
- France :
- 28 avril 2015 sur Syfy France[17]
- 25 septembre 2015 sur NT1

- États-Unis : 4,93 millions de téléspectateurs[23] (première diffusion)
- France : 290 000 téléspectateurs[24](deuxième diffusion)

Rebelle est enlevée par l'agent Chavez du FBI, qui se trouve être une wesen et lui propose de travailler avec eux. Monroe et Rosalee vont s'associer à la mère de Sean Renard pour trouver un remède pour Nick.
Adalind fait connaissance de son voisin de cellule qui lui dit connaître un moyen de la sortir de là.

### Épisode 4:Le Colosse aux pieds d'argile
- États-Unis /  Canada : 14 novembre 2014 sur NBC / CTV
- France :
- 28 avril 2015 sur Syfy France[17]
- 25 septembre 2015 sur NT1

- États-Unis : 5,01 millions de téléspectateurs[25] (première diffusion)
- France : 250 000 téléspectateurs[26](deuxième diffusion)

Rebelle raconte à Nick la rencontre avec l'agent Chavez du FBI. Il la convainc de rester chez eux quand même. Monroe et Rosalee sont menacés par des inconnus qui jettent une brique à travers la vitre du magasin à épices. La mère de Sean est en bonne voie pour trouver le sortilège qui rendra à Nick ses pouvoirs, il ne lui manque plus qu'un ingrédient.
Sarah, une femme juive et son fils sont menacés par son ex mari et beau-père qui est alcoolique et un Wesen très agressif.

### Épisode 5:Folle à lier
- États-Unis /  Canada : 21 novembre 2014 sur NBC / CTV
- France :
- 5 mai 2015 sur Syfy France[17]
- 2 octobre 2015 sur NT1

- États-Unis : 5,43 millions de téléspectateurs[27] (première diffusion)
- France : 260 000 téléspectateurs[28](deuxième diffusion)

Une femme qui vit avec son mari dans une belle maison isolée, ne cesse de voir « un loup » et elle est prise pour une folle.
La nuit suivant son retour à son domicile, elle apercevant de nouveau ce « loup » dans plusieurs pièces de sa maison, elle s'enfuit de chez elle et tue accidentellement un innocent en prenant sa voiture pour échapper à sa vision.
Hank et Nick vont rendre plusieurs visites à la femme qui a été hospitalisée, le temps que l'affaire trouve sa conclusion.
Les deux héros font appel à Monroe qui va renifler la maison et qui s’aperçoit que la créature est un Luison, une sorte de loup et qu'il s'agit en fait du mari de la femme.
Malheureusement, il est sur le point de se faire prendre et il quitte la maison avec cette information.
Nick et Hank achètent des masques ressemblant trait pour trait à un Luison. Le soir venu, la jeune femme quitte l'hôpital et rentre chez elle. De nouvelles visions apparaissent, mais cette fois-ci, le Luison ou plutôt les Luison, puisqu'il s'agit d'une fratrie de quatre, se font prendre au piège.

### Épisode 6:Les Disparus
- États-Unis /  Canada : 28 novembre 2014 sur NBC / CTV
- France :
- 5 mai 2015 sur Syfy France[17]
- 2 octobre 2015 sur NT1

- États-Unis : 5,17 millions de téléspectateurs[29] (première diffusion)
- Canada : 1,22 million de téléspectateurs[30] (première diffusion + différé 7 jours)
- France : 270 000 téléspectateurs[31](deuxième diffusion)

Après l'apparition du Wolfsangel sur la pelouse de Monroe et Rosalee, Juliette et Nick décident de procéder au sortilège qui rendra ses capacités au Grimm.
Pendant ce temps, un couple se fait attaquer sur une route de forêt en pleine nuit et l'homme se fait enlever par deux Wesen à l'apparence de serpent, des phansigars. 
L'affaire rappelle à Nick sa première enquête, six ans plus tôt et il se rend compte que déjà, les Wesen faisaient partie de son univers, même s'il l'ignorait encore. Ces Wesen font partie d'une ancienne caste appartenant aux Thugs qui sacrifient un couple à Kali tous les trois ans afin d'honorer leur déesse.

### Épisode 7:Les Crados de Noël
- États-Unis /  Canada : 5 décembre 2014 sur NBC / CTV
- France :
- 5 mai 2015 sur Syfy France[17]
- 9 octobre 2015 sur NT1

- États-Unis : 4,96 millions de téléspectateurs[32] (première diffusion)
- Canada : 1,27 million de téléspectateurs[33] (première diffusion + différé 7 jours)
- France : 190 000 téléspectateurs[34](deuxième diffusion)

C'est Noël et pendant que Monroe et Rosalee s'adonnent à la tradition, Nick et Hank vont enquêter sur trois mini Wesen qui s'éclatent en perturbant les fêtes de Noël. 
Rebelle et Josh, quant à eux, vont mener leur propre enquête sur les agresseurs au Wolfsangel. Sean Renard essaie d'avoir des infos sur Kelly Burkhard afin d'éviter qu'elle et sa mère n'en viennent aux mains à cause de Diana.
Durant son enquête, Nick et Hank découvrent que les mini Wesen trublions sont en fait des enfants Wesen qui subissent une sorte de puberté aussi violente que rare.

### Épisode 8:La Légende de Chupacabra
- États-Unis /  Canada : 12 décembre 2014 sur NBC / CTV
- France :
- 12 mai 2015 sur Syfy France[17]
- 9 octobre 2015 sur NT1

- États-Unis : 5,07 millions de téléspectateurs[35] (première diffusion)
- Canada : 1,25 million de téléspectateurs[36] (première diffusion + différé 7 jours)
- France : 190 000 téléspectateurs[37](deuxième diffusion)

- « Cuide su rebaño, nunca deje su lado. Cuide su sangre, el Chupacabra tiene hambre ».
(trad. litt. : )

### Épisode 9:Le Procès
- États-Unis /  Canada : 16 janvier 2015 sur NBC / CTV
- France :
- 12 mai 2015 sur Syfy France[17]
- 16 octobre 2015 sur NT1

- États-Unis : 4,62 millions de téléspectateurs[38] (première diffusion)
- Canada : 1,34 million de téléspectateurs[39] (première diffusion + différé 7 jours)
- France : 290 000 téléspectateurs[40](deuxième diffusion)

- Alexis Denisof (Viktor)

- « He had them brought before the court, and a judgment was handed down. ».
(trad. litt. : Ils les fit traîner devant un tribunal et un jugement fut rendu.)

### Épisode 10:Face à la réalité
- États-Unis /  Canada : 23 janvier 2015 sur NBC / CTV
- France :
- 12 mai 2015 sur Syfy France[17]
- 16 octobre 2015 sur NT1

- États-Unis : 5,02 millions de téléspectateurs[41] (première diffusion)
- Canada : 1,42 million de téléspectateurs[42] (première diffusion + différé 7 jours)
- France : 310 000 téléspectateurs[43](deuxième diffusion)

- « May the God of Vengeance now yield me His place to punish the wicked. ».
(trad. litt. : Que le Dieu vengeur me cède sa place pour punir les méchants !)

### Épisode 11:Coups de foudre
- États-Unis /  Canada : 30 janvier 2015 sur NBC / CTV
- France :
- 19 mai 2015 sur Syfy France[17]
- 23 octobre 2015 sur NT1

- États-Unis : 4,85 millions de téléspectateurs[44] (première diffusion)
- Canada : 1,44 million de téléspectateurs[45] (première diffusion + différé 7 jours)
- France : 380 000 téléspectateurs[46](deuxième diffusion)

- « He felt now that he was not simply close to her, but he did not know where he ended and she began. ».
(trad. litt. : Il comprit que la limite qui les séparait était insaisissable et qu'il ne savait plus où commençait et où finissait sa propre personnalité.)

### Épisode 12:Un Grimm en prime
- États-Unis /  Canada : 6 février 2015 sur NBC / CTV
- France :
- 19 mai 2015 sur Syfy France[17]
- 23 octobre 2015 sur NT1

- États-Unis : 4,67 millions de téléspectateurs[47] (première diffusion)
- Canada : 1,4 million de téléspectateurs[48] (première diffusion + différé 7 jours)
- France : 350 000 téléspectateurs[49](deuxième diffusion)

Alors que Nick enquête sur la mort de plusieurs personnes vraisemblablement attaquées par une Manticore mandatée par le Conseil Wesen, Adalind et le prince Viktor reviennent à Portland, bien décidés à récupérer Diana.
- « Everyone sees what you appear to be, few experience what you really are. ».
(trad. litt. : Tout le monde voit ce que vous paraissez ; peu connaissent à fond ce que vous êtes.)

### Épisode 13:Jouer avec le feu
- États-Unis /  Canada : 13 février 2015 sur NBC / CTV
- France :
- 19 mai 2015 sur Syfy France[17]
- 30 octobre 2015 sur NT1

- États-Unis : 4,86 millions de téléspectateurs[50] (première diffusion)
- Canada : 1,54 million de téléspectateurs[51] (première diffusion + différé 7 jours)
- France : 390 000 téléspectateurs[52](deuxième diffusion)

- « And glory like the phoenix midst her fires, Exhale her odours, blazes and expires. ».
(trad. litt. : Et la gloire, pareille au phénix en flammes, exhale ses parfums, jette un dernier éclat et meurt.)

### Épisode 14:Le Porte-malheur
- États-Unis /  Canada : 20 mars 2015 sur NBC / CTV
- France :
- 26 mai 2015 sur Syfy France[17]
- 30 octobre 2015 sur NT1

- États-Unis : 4,78 millions de téléspectateurs[53] (première diffusion)
- Canada : 1,38 million de téléspectateurs[54] (première diffusion + différé 7 jours)
- France : 350 000 téléspectateurs[55](deuxième diffusion)

Après avoir découvert que Juliette est devenue une Hexenbiest, Nick rend visite à Henrietta, qui lui dit explique qu'il n'y pas de remède et qu'il doit faire un choix : tuer Juliette ou accepter son nouveau statut.
En parallèle, Nick, Hank et Wu enquêtent sur l'assassinat d'un adolescent dont le pied a été coupé par un Leporem Venator. Ils découvrent que la victime était un Willahara (lapin), qui sont chassés pour leur couper le pied gauche, afin de le vendre à des couples qui ont un problème de fertilité. Monroe et Rosalee vont en infiltration dans une clinique de fertilité Wesen, pour aider à démasquer le tueur.
- « No one is so thoroughly superstitious as the godless man. ».
(trad. litt. : Il n'y a au monde que l'athée pour être superstitieux.)

### Épisode 15:Le mâle est fait
- États-Unis /  Canada : 27 mars 2015 sur NBC / CTV
- France :
- 26 mai 2015 sur Syfy France[17]
- 6 novembre 2015 sur NT1

- États-Unis : 4,93 millions de téléspectateurs[56] (première diffusion)
- Canada : 1,31 million de téléspectateurs[57] (première diffusion + différé 7 jours)
- France : 310 000 téléspectateurs[58](deuxième diffusion)

Nick et Hank enquêtent sur la mort d'un homme dont la peau a été dissoute, tandis que le capitaine Renard cherche à se débarrasser des séquelles de sa résurrection.
- « One could have called that shape a woman or a boy: for it seemed neither and seemed both. ».
(trad. litt. : On eut dit une femme, ou un garçon, qui paraissait tantôt avoir les deux sexes, tantôt n'en avoir aucun.)

### Épisode 16:Défense offensive
- États-Unis /  Canada : 3 avril 2015 sur NBC / CTV
- France :
- 26 mai 2015 sur Syfy France[17]
- 6 novembre 2015 sur NT1

- États-Unis : 4,51 millions de téléspectateurs[59] (première diffusion)
- France : 330 000 téléspectateurs[60](deuxième diffusion)

Nick confie à Hank que Juliette est devenue une Hexenbiest.
En parallèle, l'équipe enquête sur une étrange mort qui serait due à une allergie. Juliette déménage.
- « How the silly frog does talk! He can be no companion to any human being. ».
(trad. litt. : Cette grenouille ne raconte que des sottises ! Comment pourrait-elle être la compagne d'un être humain ?)

### Épisode 17:Un serpent en hiver
- États-Unis /  Canada : 10 avril 2015 sur NBC / CTV
- France :
- 2 juin 2015 sur Syfy France[17]
- 13 novembre 2015 sur NT1

- États-Unis : 4,76 millions de téléspectateurs[61] (première diffusion)
- France : 350 000 téléspectateurs[62](deuxième diffusion)

Nick et Hank enquêtent sur la mort d'une femme, qui a été retrouvée totalement congelée. Quant à Juliette et Sean, ils s'efforcent de régler leurs problèmes respectifs.
- « Ah! It was colder than ice; it penetrated to his very heart. ».
(trad. litt. : Ah ! Il était plus glacé que la glace et il pénétra jusqu'à son cœur.)

### Épisode 18:L'Esprit vengeur
- États-Unis /  Canada : 17 avril 2015 sur NBC / CTV
- France :
- 2 juin 2015 sur Syfy France[17]
- 13 novembre 2015 sur NT1

- États-Unis : 4,54 millions de téléspectateurs[63] (première diffusion)
- France : 300 000 téléspectateurs[64](deuxième diffusion)

- « The Spirit you seek in the water is only a reflection of yourself. ».
(trad. litt. : L'esprit que tu cherches dans l'eau n'est autre que ton propre reflet.)

### Épisode 19:Le Chasseur chassé
- États-Unis /  Canada : 24 avril 2015 sur NBC / CTV
- France :
- 2 juin 2015 sur Syfy France[17]
- 20 novembre 2015 sur NT1

- États-Unis : 4,66 millions de téléspectateurs[65] (première diffusion)
- France : 370 000 téléspectateurs[66](deuxième diffusion)

Alors que le prince Kenneth profite de l'état de Juliette pour la faire changer de camp, Adalind révèle son secret.
- « He had killed a man, the noblest game of all, and he had killed in the face of the law of club and fang. ».
(trad. litt. : Il avait tué un homme, le plus noble des gibiers, en suivant la loi du bâton et de la dent.)

### Épisode 20:La Vérité sur Jack
- États-Unis /  Canada : 1er mai 2015 sur NBC / CTV
- France :
- 9 juin 2015 sur Syfy France
- 20 novembre 2015 sur NT1

- États-Unis : 4,22 millions de téléspectateurs[67] (première diffusion)
- France : 370 000 téléspectateurs[68](deuxième diffusion)

- « Catch me when you can... ».
(trad. litt. : Attrapez-moi quand vous pourrez...)

### Épisode 21:Corps à corps
- États-Unis /  Canada : 8 mai 2015 sur NBC / CTV
- France :
- 9 juin 2015 sur Syfy France
- 27 novembre 2015 sur NT1

- États-Unis : 4,21 millions de téléspectateurs[69] (première diffusion)
- France : 240 000 téléspectateurs[70](deuxième diffusion)

Nick, aidé de ses collègues inspecteurs, prennent en chasse le prétendu « Jack l'éventreur ». Ensemble ils découvrent que ce tueur sanguinaire a pris possession de leur capitaine. Aidés d'Adalind, Monroe et Rosalee, ils vont l'aider à exorciser le mal qui est en lui. Pendant ce temps, Juliette, toujours complice de la famille royale, aide à tendre un piège à la mère de Nick pour reprendre Diana, la fille d'Adalind et Sean Renard, en faisant encercler discrètement la demeure familiale. Une première silhouette s'approche de la maison et décapite un des Hundjager : il s'agit de Rebelle, que Monroe et Rosalee ont contacté pour demander son aide. Un peu plus tard, la mère de Nick arrive avec Diana. Prise par surprise elle est très vite tuée et les gardes du princes Kenneth récupèrent Diana.
- « Stronger than lover's love is lover's hate. Incurable, in each, the wounds they make. ».
(trad. litt. : Plus fort que l'amour est la haine de l'être aimé. Les blessures qui en découlent sont généralement incurables.)

### Épisode 22:La Délivrance
- États-Unis /  Canada : 15 mai 2015 sur NBC / CTV
- France :
- 9 juin 2015 sur Syfy France
- 27 novembre 2015 sur NT1

- États-Unis : 4,74 millions de téléspectateurs[71] (première diffusion)
- France : 240 000 téléspectateurs[72](deuxième diffusion)

Nick, soutenu par ses amis, se lance à la poursuite de la famille royale, pour venger la mort de sa mère. Il comprend que seule Juliette a pu les trahir et précipiter Kelly Burkhardt dans ce piège, ce qui le rend encore plus furieux. Aidé d'Adalind, il tend un piège à Kenneth dans l'hôtel où ce dernier a élu résidence et le fait conduire par Wu dans un entrepôt où il l'attend. Après un bref combat, le Grimm parvient à éliminer le prince et venge ainsi la mort de sa mère.
Pendant ce temps, le capitaine Renard cherche un subterfuge pour essayer de garder la main sur les recherches du criminel « Jack l'éventreur », car tout pourrait conduire l'enquête vers lui. Hank lui suggère d'orienter les recherches vers Kenneth qui fait la même taille que lui, et ils lui déposent un scalpel dans sa poche pour crédibiliser cette version. Wu trouve ensuite le lieu de résidence du roi Frederick (le père de Sean et Eric), où se trouvent également Juliette et Diana. La demeure est hors de leur juridiction et ils ne peuvent intervenir en tant que flics. Qu'à ne cela tienne, Nick est déterminé à reprendre Diana et venger sa mère. Il décide de partir à l'assaut de la demeure.
Sur place, Nick, Hank, Monroe, Wu et Rebelle tuent tous les gardes présents pour rejoindre Juliette et le roi Frederick, mais ils arrivent trop tard : Juliette et le roi réussissent à s'enfuir avec Diana en hélicoptère. Alors que le groupe rejoint Bud et Adalind, désapointés, un des pilotes de l'hélicoptère détache soudain la ceinture du roi et le précipite dans le vide : il s'agit de Meisner, le rebelle qui avait protégé Adalind lorsqu'elle était enceinte de Diana.
- « O, from this time forth, my thoughts be bloody or be nothing worth. ».
(trad. litt. : Oh ! Que désormais mes pensées soient sanglantes, pour n'être pas dignes du néant !)